# Monte Tsukuba
Il monte Tsukuba (筑波山 Tsukuba-san) è una montagna di 877 m situata vicino Tsukuba, in Giappone. È una delle più famose montagne in Giappone, nota per i suoi 2 picchi, il Nyotai-san 877 m e il Nantai-san 871 m. Molta gente scala la cosiddetta "montagna viola" ogni anno per godere dalla sommità la veduta panoramica sulla regione di Kanto. In giornate terse è possibile intravedere lo skyline di Tokyo, il lago Kamusigaura ed anche il Fuji. La maggior parte delle montagne giapponesi sono di origine vulcanica, ma il monte Tsukuba è composto da rocce non vulcaniche come il granito o il gabbro. L'area che circonda la montagna è conosciuta tutt'oggi per l'estrazione mineraria di una buonissima qualità di granito.
Il monte venne inserito nella lista dei "100 famosi monti del Giappone" (Nihon Hyaku-meizan) di Kyūya Fukada.

## Storia

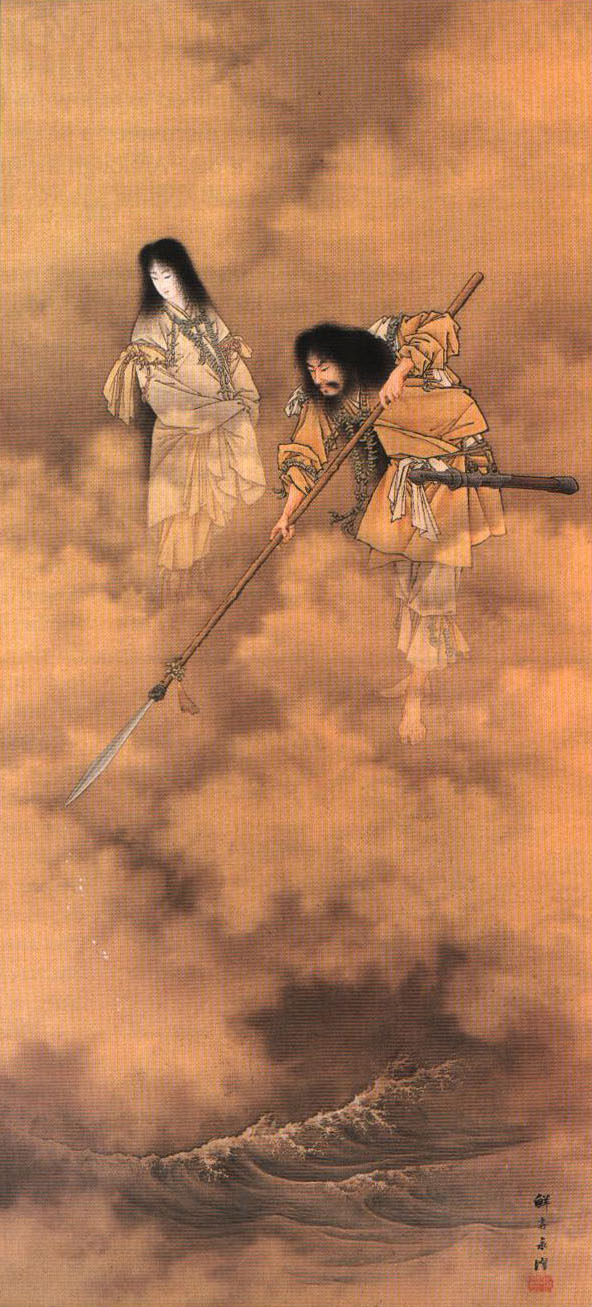
Izanami e Izanagi.

Come dice la leggenda, migliaia di anni fa, una divinità discese dai cieli e chiese a due montagne un posto dove passare la notte. Con la sua vetta maestosa e il suo cono quasi perfetto, il monte Fuji rifiutò, credendo con orgoglio ed arroganza che non avesse bisogno della benedizione di una divinità. Il monte Tsukuba, d'altro avviso, umilmente accolse l'ospite stimato, offrendo persino del cibo e dell'acqua.Oggi il monte Fuji è freddo, solitario e arido, mentre il monte Tsukuba esplode di vegetazione, ed è pieno di colori quando cambia la stagione.
Antiche cronache narrano che i sacri progenitori della razza giapponese sono conservati qui; la divinità maschile, Izanagi-no-Mikoto, sul monte Nyotai, e la divinità femminile, Izanami-no-Mikoto, sul monte Nantai. Dicono le leggende che le due divinità si sposarono e diedero alla luce altri dei, ed anche il Giappone stesso.

## Attrazioni
Il monte Tsukuba non è famoso soltanto per le leggende che sono apparse nelle antologie di poesie fin dal lontano 710 d.C. Oggi la montagna ed il suo santuario Shintoista sono sia una fonte di benedizione per il popolo giapponese che un "must" per turisti stranieri e locali. Da quando i picchi (maschio e femmina) hanno formato una coppia sono venerati come kami dallo shintoismo e si crede garantiscano armonia matrimoniale e felicità coniugale. Ai piedi del versante sud giace il tempio Santuario shintoista chiamato “Tsukuba-san-jinja” (筑波山神社). Questo antico santuario è una popolare destinazione per i turisti, i partecipanti al festival (まつり) e gli occasionali matrimoni tradizionali giapponesi. È da qui che parte la maggior parte degli escursionisti diretti in cima. Si può salire sul monte percorrendo il sentiero Miyukigahara (御幸ヶ原コース), che corre parallelo alla funicolare, fino al gradone tra le due vette, o il sentiero Shirakumobashi (白雲橋コース) su fino al picco est, dove si unisce al sentiero Otatsuishi(おたつ石コース), per poi continuare su per il monte Nyotai. In cima alla montagna vi sono numerosi negozi di souvenirs e bancarelle di cibo nella zona tra i due picchi. Qui si può gustare ottimo ramen (ラーメン), omiyage (お土産), birra (ビール) ed il locale toccasana olio di rospo (がま油). Sia sul monte Nantai-san che sul Nyotai-san ci sono piccoli Jinja dedicati agli dei. La montagna è un famoso punto di lancio per il parapendio.

## Flora e Fauna

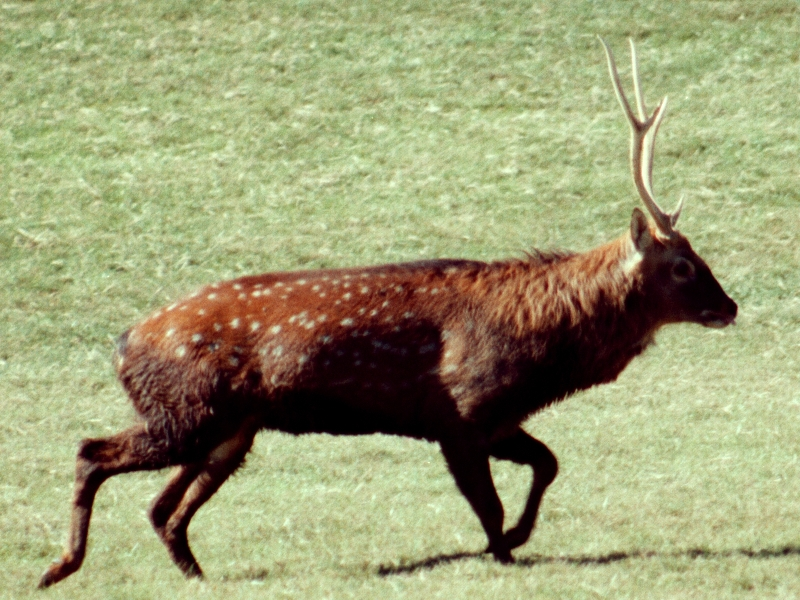
Maschio di sika

Il monte Tsukuba è benedetto con la sua abbondanza di natura che copre l'intera montagna. A bassa quota ci sono alberi come querce (赤樫), prugni (山桜), cedri giapponesi (杉), pini rossi giapponesi (赤松) e cipressi Hinoki (檜). In alta quota troviamo specie come faggi (ぶな), aceri giapponesi (山紅葉) e molte varietà di conifere. Al di sotto di questi giganti della foresta, la montagna ospita anche ortensie (紫陽花), rododendri (つつじ), Akebia (アケビ), gigli giapponesi (ヤマユリ) e i denti di cane giapponesi(片栗).Tra di loro vive una miriade di insetti, come millepiedi, bruchi (毛虫), calabroni giganti asiatici (スズメバチ), insetti stecco, mantidi religiose (カマキリ), cicale (セミ), un buon numero di anfibi e oltre 70 specie di farfalle (蝶). Tra i vertebrati lepri giapponesi, Mamushi (蝮), Sika (鹿), cinghiali (猪), Procioni (洗熊), tassi (穴熊) e la volpe rossa (狐) può essere avvistata occasionalmente. In più oltre 700 specie di uccelli sono annoverate tra cui il pettirosso del Giappone (駒鳥), il fagiano giapponese, l'occhialino giapponese (目白), il becco grosso del Giappone, il passero cannella (すずめ), la quaglia giapponese e il picchio del Giappone.